# Richard Neubauer
Richard Neubauer (* 11. April 1947 in Würzburg) ist ein ehemaliger deutscher Eishockeyspieler, der unter anderem für die Düsseldorfer EG und den EC Deilinghofen bzw. ECD Iserlohn in der Bundesliga aktiv war. Anschließend war er hauptsächlich in unteren Ligen und im Nachwuchsbereich als Trainer tätig.

## Karriere
Im Alter von 17 Jahren kam Richard Neubauer in der Saison 1964/65 zu ersten Einsätzen in der ersten Mannschaft der SG Nürnberg, die in der damals zweitklassigen Oberliga antrat. In insgesamt zwölf Spielzeiten absolvierte der Angreifer 318 Ligaspiele, in denen er 328 Tore erzielte.
Anschließend kam er über eine erste Bundesliga-Station bei der Düsseldorfer EG im Jahr 1977 zum Aufsteiger EC Deilinghofen, der zwei Jahre später in ECD Iserlohn umbenannt wurde. Dort war er, mit Ausnahme einer halben Saison beim VER Selb, für fünf Spielzeiten aktiv – zunächst in der Bundesliga, nach dem Abstieg im Jahr 1980 auch in der 2. Bundesliga. In der Saison 1977/78 war er mit 54 Punkten in 50 Spielen der Topscorer des ECD. Gleiches gelang ihm in der Spielzeit 1979/80 mit 43 Punkten in 46 Partien. Nach dem Wiederaufstieg in die Bundesliga in der Saison 1981/82 beendete er seine aktive Karriere.

### Trainerlaufbahn
Seine Trainerkarriere begann Richard Neubauer in der Saison 1983/84 beim ERC Ingolstadt. In der Spielzeit 1984/85 übernahm er die erste Mannschaft beim Nachfolgeverein der SG Nürnberg, dem EHC 80 Nürnberg, in der Oberliga. Er führte das Team im dritten Versuch in der Saison 1986/87 in die 2. Bundesliga. In der ersten Zweitliga-Saison 1987/88 wurde er dann aber im November von seinen Aufgaben entbunden. Im Oberligisten EHC Straubing fand er im Januar 1988 einen neuen Verein, bei dem er nach etwas mehr als einem Jahr im Februar 1989 entlassen wurde.
Weitere kurzzeitige Stationen waren der EV Regensburg, nochmals der EHC Straubing und der EHC Waldkraiburg, ehe Neubauer im Jahr 1992 wieder zum ERC Ingolstadt kam, dessen Regionalliga-Mannschaft er zwei Jahre lang trainierte. Von 1995 bis 1998 arbeitete er als Co-Trainer der Nürnberg Ice Tigers in der Deutschen Eishockey Liga (DEL) und in den folgenden beiden Jahren als Cheftrainer beim ERSC Amberg. Anschließend kehrte er nach Ingolstadt zurück, wo er bis 2018 in unterschiedlichen Funktionen tätig war. Zunächst betreute er einige Jahre lang verschiedene Jugend- und Juniorenteams des ERC. Mit der Damen-Mannschaft stieg er im Jahr 2012 in die Fraueneishockey-Bundesliga auf. Zuletzt war er Co-Trainer der zweiten Mannschaft des ERC in der Bezirksliga Bayern.

## Erfolge und Auszeichnungen
- 1982 Aufstieg in die Bundesliga mit dem ECD Iserlohn

## Karrierestatistik
(Legende zur Spielerstatistik: Sp oder GP = absolvierte Spiele; T oder G = erzielte Tore; V oder A = erzielte Assists; Pkt oder Pts = erzielte Scorerpunkte; SM oder PIM = erhaltene Strafminuten; +/− = Plus/Minus-Bilanz; PP = erzielte Überzahltore; SH = erzielte Unterzahltore; GW = erzielte Siegtore; 1 Play-downs/Relegation; Kursiv: Statistik nicht vollständig)